# Oxyde de dysprosium(III)
L'oxyde de dysprosium(III) est un composé inorganique, un oxyde du dysprosium, de formule Dy2O3. Il se présente tous la forme d'une poudre blanche légèrement hygroscopique. 

## Synthèse
L'oxyde de dysprosium(III) peut être obtenu par la combustion du dysprosium dans l'air :
2 Dy + 3/2 O2 → Dy2O3

## Réactivité
Il réagit avec les acides pour produire les sels de dysprosium(III) correspondant :
Dy2O3 + 6 HCl → 2 DyCl3 + 3 H2O

## Utilisation
Il est utilisé dans certaines application spécialisées, notamment la production de céramiques et verres spéciaux, de dispositifs phosphorescents, de lasers et lampe aux halogénures métalliques au dysprosium.